# Universidade Bolivariana da Venezuela
A Universidade Bolivariana da Venezuela (Universidad Bolivariana de Venezuela, em espanhol) é instituição de ensino superior da Venezuela fundada em 2003 por decreto do Presidente Hugo Chávez. A UBV é parte da "Missão Sucre", uma das Missões Bolivarianas, cujo objetivo é conceder oportunidade de educação pública à classe baixa. Atualmente, a UBV possui mais de 1 milhão de discentes espalhados em 190 pontos de todo o país, sendo a universidade com maior número de matrículas na Venezuela. 
Nos últimos anos, a Venezuela tornou-se o 4º país da América Latina e o 47º do mundo no Índice de educação das Nações Unidas. Fato que a Unesco atribui ao estabelecimento da Universidade Bolivariana e ao sucesso da Missão Sucre. Costuma-se colocar que o programa educacional da UBV segue a linha de pensamento social-democrata. A política educacional da Revolução Bolivariana permitiu a Venezuela para registrar uma matrícula de mais de 2 milhões e meio de estudantes de nível universitário. Mais de 270 mil venezuelanos já receberam o seu título profissional de graduados da Universidade Bolivariana da Venezuela (UBV) em 10 anos.

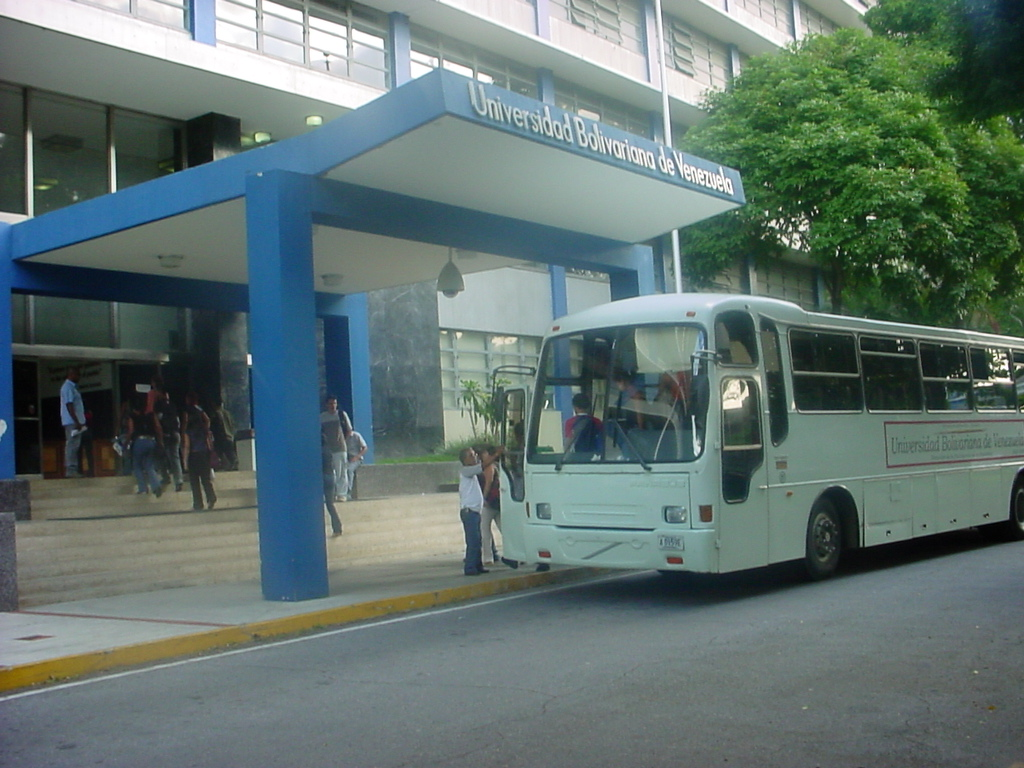

## Ensino

### Graduação
- Agroecologia
- Arquitetura
- Comunicação Social
- Economia Política
- Educação
- Estudos Jurídicos
- Estudos Políticos
- Gás
- Gestão Ambiental
- Gestão em Saúde
- Gestão social
- Informática para Gestão social
- Medicina Integral Comunitária
- Petróleo
- Radioterapia
- Petroquímica

## Ingresso
Os estudantes que desejam se candidatar a qualquer um dos programas oferecidos aos graduados universitários bolivarianos não precisa ser atribuído pelo Missão Sucre, o que significa que qualquer bacharel formado em qualquer escola ou unidade de ensino, pública ou privada tem direito para entrar na faculdade. As inscrições são feitas em função dos planos estratégicos da política da Universidade.